# 874

سنة 874 كانت سنة بسيطة تبدأ يوم الجمعة حسب التقويم اليولياني،

## أحداث
- بدء تمرد هوانغ تشاو في الصين، ما ساهم في إضعاف أسرة تانغ

## مواليد
- أبو الحسن الأشعري
- أبو نصر محمد الفارابي العالم والفيلسوف المسلم. (توفي 950 م)
- أبو بكر الشافعي